# 萬龍大遊行
萬龍大遊行為克拉科夫每年六月的年度文化活動，由格羅特斯卡劇院主辦。
活動主題為瓦維爾龍，或稱瓦維爾山之龍，是波蘭文化中著名的噴火龍。瓦維爾山為克拉科夫市中，位於維斯瓦河畔的山丘，而瓦維爾龍的巢穴便坐落在該山腳下。萬龍大遊行便是以這隻噴火龍為發想而舉辦的嘉年華會。舉辦期間，克拉科夫的舊城區會化為巨大龍洞，並有上百人聚在維斯瓦河大道，觀看遊行於維斯瓦河上的火龍。活動尾聲會施放煙火。隔日中午則會舉行「火龍、騎士、女官大遊行」，選出最美的龍。遊行路線從瓦維爾城堡開始，沿格羅茲卡街至中央市集廣場為止，並於終點揭曉競賽名次。

## 外部連結
萬龍大遊行官網 （页面存档备份，存于）